# Wiadukt Broxburn
Wiadukt Broxburn (ang. Broxburn Viaduct) – wiadukt kolejowy położony na granicy hrabstwa West Lothian i Edynburg w Szkocji.

## Opis
Jest kamiennym wiaduktem, posiadającym 7 przęseł łukowych. Wybudowany został z boniowanych kamiennych bloków piaskowca. Wiadukt położony jest ok. 2 km od centrum miejscowości Broxburn. Oddany do użytku jako część linii kolejowej towarzystwa „Edinburgh and Glasgow Railway”. Jest używany obecnie, prowadzi przez niego dwutorowa linia połączenia kolejowego pomiędzy Glasgow przez Falkirk do Edynburga. Wiadukt przebiega nad drogą A89 i strumieniem Brox Burn. Około kilometr na południe położony jest wiadukt Almond Valley, który stanowi z wiaduktem Broxburn i tunelem położonym pod miejscowością Winchburgh całość założenia, zrealizowanego w latach 1839–1842. Projektantem wiaduktu i całej trasy był John Miller, inżynier budownictwa lądowego z przedsiębiorstwa Grainger and Miller z Edynburga. Środkowe przęsło wiaduktu, znajdujące się bezpośrednio nad drogą krajową A89, zostało w późniejszym czasie wzmocnione stalowym rusztowaniem. Z kolei przęsło od strony północnej zostało częściowo zabudowane w sposób tworzący w jego prześwicie dwa mniejsze łuki. W 1971 roku wiadukt został wpisany na szkocką listę zabytków, w najwyższej kategorii A.